# Мукыр
Мукыр (каз. Мұқыр, до 199? г. — Мухорский) — село в Жангалинском районе Западно-Казахстанской области Казахстана. Входит в состав Маштексайского сельского округа. Код КАТО — 274047400.

## География
Село расположено при впадении притока Мухор в Большой Узень.

## История
Посёлок Мухорский входил во 2-й Лбищенский военный отдел Уральского казачьего войска.

## Население
В 1999 году население села составляло 490 человек (240 мужчин и 250 женщин). По данным переписи 2009 года, в селе проживало 615 человек (321 мужчина и 294 женщины).
В селе родился генерал-лейтенант Алибеков, Есет Калиевич.